# 阿布·達爾·吉法里
阿布·達爾·吉法里·基納尼（阿拉伯语：‎，羅馬化：ʾAbū Ḏarr al-Ghifārīy al-Kinānīy），原名均达布·伊本·朱纳德（阿拉伯语：‎），是第四或第五个最早改信伊斯兰的人，也是迁士之一。他出身基纳纳部落的吉法尔氏族。生年不詳。他於公元652年在麦地那以东的拉巴達沙漠（Al-Rabadha）逝世。
阿布·达尔以其严格律己的虔誠，以及在哈里发奥斯曼·伊本·阿凡的时代反对穆阿维叶而為人们铭记。他被什叶派穆斯林尊为四大追随者之一，也就是早期追隨阿里的穆斯林。
他被包括阿里·沙里亚蒂、穆罕默德·沙尔加维和萨米·伊亚德·汉纳在内的许多人视为伊斯兰社会主义的主要先驅，第一位伊斯兰社会主义者，或最早的社会主义者。他抗议奥斯曼哈里发统治期间统治阶级積聚財富，敦促統治者公平地重新分配财富。

## 早年生活
人們對其改信伊斯兰教以前的經歷知之甚少。 據說阿布·達爾當時是一位嚴肅的青年、一名苦修主义者，且在改信前已是一神論者。他出生於麥地那西南的吉法爾氏族。  阿布·達爾顯然具有早期改信者的典型特徵，伊本·希哈卜·祖赫里將他描述為“出身弱勢的青年”。 這些改信者部分來自巴克尔·伊本·阿卜德·马纳特部落，部分包含穆罕默德從屬的古莱什部在內的基纳纳部族。
一些廣為流傳的記述聲稱阿布·達爾的部族以劫掠商隊為生，但他本人更喜愛當一名樸素、正直的牧羊人。在聽聞一名新先知興起於麥加以後，他便與兄弟旅行至麥加以找尋先知。他隨後歸信，並在克尔白前宣示其新信仰。由於當時天房仍是異教徒的廟宇，他的作為使他遭到毆打。在一連三天於天房前宣示信仰後，先知穆罕默德要他返回自己的氏族，並向人民宣揚伊斯兰教。穆罕默德於公元622年遷徙至麥地那後，阿布·達爾與其氏族也加入其行列。
穆罕默德曾說：“蒼穹之下沒有人比阿布·達爾更為誠實。”
这似乎是圣训31:6049 31:6048和31:6046的簡化版記述。
根据早期伊斯兰历史学家穆罕默德·伊本·贾里尔·塔巴里的说法，阿布·达尔声称自己是第四或第五位歸信伊斯兰的人。然而，賽義德·本·阿比·瓦卡斯（Saad bin Abi Waqqas） 也如此聲稱。虽然皈依的确切顺序可能永遠無法確定，但阿布·達爾無疑是最早歸信的穆斯林之一。

## 穆罕默德时代的军事行动
在卡布·伊本·乌迈尔·吉法里远征期间，他的儿子乌迈尔·吉法里被杀。此次远征中，穆罕默德下令攻擊库达部落（Banu Quda'a），因为穆罕默德收到情报，称他们聚集了大量男丁將袭击穆斯林據點。
作为回应，穆罕默德命令Dhu Qarad進行第三次远征，以報復敵人於al-Ghaba杀害阿布·達爾兒子之仇。  

## 穆罕默德死后
公元647年，奧斯曼將在易弗里基叶繳獲戰利品與徵收胡姆斯，將50萬迪拉姆贈與馬爾萬一世，又分別贈予哈里斯·伊本·哈卡姆30萬迪拉姆與宰德·本·萨比特10萬迪拉姆。此舉激起阿布‧達爾不滿並在麥地那展開煽動活動。他引用古兰经相關段落，以地狱之火威胁财富的囤积者。马尔万向奥斯曼抱怨，奥斯曼派他的仆人纳蒂尔警告阿布达尔，但无济于事。奥斯曼表现出一段时间的耐心，直到在哈里发面前，阿布·达尔对曾支持奥斯曼免费使用公共资金的卡卜·阿赫巴尔发起愤怒的口头攻击。奥斯曼现在责备阿布达尔并将他送到大马士革。 
什叶派传统认为，穆罕默德在塔布克之战时便预言了阿布·达尔的这一结局。当时阿布·达尔因他的骆驼病弱而被落下。于是他从骆驼上下来，将行囊背到背上，走着去加入队伍。穆罕默德看见了他，就大声说：
阿布·扎尔，愿真主怜悯你！你将独自生活，孤独死去，独自进入天堂。

## 逊尼派观点
许多圣训都可以追溯到阿布·达尔。他作为一个早期的、善于观察的穆斯林而备受尊重，以诚实和直截了当闻名。根据逊尼派传统，他是一个粗犷、胸无点墨的贝都因人，没有担任过任何高级职务，但他竭尽所能为穆斯林社群服务。
在奥斯曼·本·阿凡统治时期，他留在大马士革，目睹了穆斯林背离伊斯兰教，追求世俗的享乐和欲望。
他为此感到难过与无法相容。因此奥斯曼邀请他来到麦地那。在那里他仍被人们追求世俗财富和享乐所困扰。

### 拉巴萨赫
阿布·达尔随后请求奥斯曼允许他住在麦地那东部的一个小村庄拉巴塔赫。奥斯曼批准了他的请求。阿布·达尔在那里远离人群，坚持穆罕默德及其同伴们的圣行。
一个与他相关的故事是：
有一次，一个人来看他，发现他的房子几乎空无一物，就问阿布·达尔：“你们的财物在哪？”

阿布·达尔说：“我们在那边有一座房子（指来世），我们把最好的财物都送到了那里。”

那人明白阿布·达尔的意思，就回答说：“但是，只要你还在这里住，你就必须有一些财产。”

“这个住所的主人不会把我们留在里面，”阿布·达尔说。
此外，当叙利亚总督（埃米尔）给予阿布·达尔300第尔汗来满足其需求时，阿布·达尔把钱退还了回去，说：“埃米尔没有找到比我更应得这笔钱的仆人吗？”
穆罕默德这样评价他：
苍穹之下没有人比阿布·达尔更为诚实。
阿布·达尔于公元652年去世。

## 什叶派观点
阿布·达尔被认为是最伟大、最忠诚的萨哈巴之一，与波斯人萨勒曼、米克达德·伊本·阿斯瓦德及阿马尔·伊本·亚西尔齐名。
当阿布·达尔在穆阿维叶的胁迫下被哈里发奥斯曼流放到拉巴萨赫时，阿里及其子哈桑和侯赛因前去为他送行。阿里对他说：
阿布·达尔，你因真主而愤怒。人们为他们的宗教感到担忧，而你却为你的宗教而担忧。所以，放下他们所担心的事情，专心处理你所担心的事。它们需要你所阻止他们得到的东西，而你并不需要他们所阻止你得到的东西。明天你将知道谁才是最终的胜利者。阿布·达尔，只有真理才能让你感到喜悦，只有虚伪才能让你感到厌烦。
阿布·达尔和他的妻子、女儿被流放到麦地那郊外的乡村小镇拉巴萨赫，他回忆起穆罕默德的话：
阿布·扎尔，愿真主怜悯你！你将独自生活，孤独死去，独自进入天堂。
阿布·达尔对伊斯兰教非常忠诚。据信穆罕默德曾评价他：
从苦行和虔诚方面，阿布·扎尔就像我国家的尔撒（耶稣）一样。
以及
天空下没有比阿布·扎尔更真实、更诚实的人，也没有人像他那样走过大地。
黎巴嫩有两座供奉阿布·达尔的圣地，以纪念他为传播伊斯兰教所做的努力，一座位于Sarepta，另一座位于Mais al-Jabal。

## 另请参阅
- 萨哈巴
- 伊斯兰社会主义
- 穆罕默德的远征列表（英语：List of expeditions of Muhammad）